# Black Rio
Black Rio (litt. Rio noir) ou Movimento Black Rio est un mouvement culturel et une contre-culture né dans les années 1970 à Rio de Janeiro. Initialement inspiré par la révolution de la musique funk nord-américaine, le mouvement mélange des rythmes de la « musique noire brésilienne », comme le funk, la soul, le jazz, la samba et le forró. 
Selon Luiz Felipe de Lima Peixoto, « Black Rio est entré sur la scène rio et brésilienne comme un mouvement de désir musical, mais aussi politique, culturel et intellectuel »,.

## Histoire
À partir de 1964, le Brésil vit sous le régime de la dictature militaire. Les organes de censure du régime s’inquiètent de l'éventuelle orientation politique du mouvement noir dans le pays, et du fait que cela propagerait un mouvement similaire à celui des Black Panthers. Les militaires ont peur de la subversion dans les favelas. Ils pensent que, si un jour la favela devient politisée, ce sera la révolution sociale au Brésil.
Le point de départ du mouvement est considéré comme étant le 11 novembre 1969, date à laquelle a lieu le premier bal au Clube Astória de Rio de Janeiro, au cours duquel la discothèque ne joue que des chansons chantées par des artistes noirs. La presse constate l'effervescence du mouvement qui mobilise des milliers de jeunes noirs et pauvres et en 1976, l'article « Black Rio – O orgulho (importado) de ser negro no Brasil » (« Black Rio - La fierté (importée) d'être noir au Brésil »), publié dans le Jornal do Brasil, baptise finalement le mouvement « Black Rio »,. Les soirées en banlieue et dans la zone sud sont responsables de l'énorme taux de vente des disques d'artistes noirs, dépassant même le rock des Rolling Stones ou de Led Zeppelin. Les participants à ces soirées sont considérés comme un énorme marché potentiel. Initialement, des compilations sortent avec les principaux succès des bals (beaucoup d'entre elles sont signées par les équipes sonores et les DJ les plus prestigieux comme Tony Hits (pt)) et de nouveaux artistes nationaux qui chantent de la musique soul commencent à émerger, comme Banda Black Rio, formé par des membres du groupe Abolição. Le groupe est créé à la demande du label WEA en 1977, qui approfondit les expérimentations sonores autour d'un son instrumental mêlant la samba au funk américain,. 
Les représentants les plus notables de ce mouvement sont Tim Maia, Cassiano (pt), Hyldon (pt), Macau, Sandra de Sá, Gerson King Combo, Luizinho Disc Jockey et Tony Tornado (pt). L'album Maria Fumaça de Banda Black Rio est considéré comme le symbole de ce mouvement,,.
En 2018, le Movimento Black Rio devient « Patrimoine culturel immatériel de Rio ».